# Glenn Solberg
Glenn Solberg, né le 18 février 1972 à Drammen, est un joueur international puis entraîneur norvégien de handball.

## Biographie
Solberg a commencé sa carrière en Norvège avec le Reistadt IL puis le Drammen HK avant de rejoindre en 1997 le club allemand du HSG Nordhorn. Il a aussi connu un passage de quatre ans en Espagne avec le FC Barcelone avant de revenir en Allemagne au SG Flensburg-Handewitt pour enfin mettre fin à sa carrière professionnelle avec le Drammen HK.
Il lance sa carrière d'entraîneur six ans après sa retraite en devenant en 2014 l'entraîneur adjoint de la sélection norvégienne.
En mars 2019, il est nommé à la tête de l'équipe de Suède masculine de handball mais avec une prise de fonction après l'Euro 2020, soit quelques mois avant les Jeux olympiques de 2020. Ceux-ci sont reportés du fait de la pandémie de Covid-19 et le Championnat du monde 2021 est la première compétition internationale disputée par Solberg, avec succès puisqu'il conduit son équipe jusqu'en finale. Il qualifie ensuite la Suède pour les Jeux olympiques de Tokyo qui se terminent en quarts de finale. Mieux, il permet aux Suédois de remporter le Championnat d'Europe 2022, vingt ans après le dernier titre de la Suède. Lors des compétitions suivantes, la Suède confirme être une des nations majeures avec le Danemark et la France avec une 4e place au Championnat du monde 2023, une médaille de bronze au Championnat d'Europe 2024 et une nouvelle courte élimination face au Danemark en quart de finale des Jeux olympiques de 2024.
Fort de ses excellents résultats, Solberg est prolongé en 2023 jusqu'en 2026, mais décide finalement de quitter la sélection un mois après les JO de Paris.

## Résultats

### Palmarès de joueur
Compétitions internationales
- Vainqueur de la Coupe de l'EHF (C3) (1) : 2003
- Vainqueur de la Coupe des Villes (C4) (1) : 1996
- Vainqueur de la Supercoupe d'Europe (1) : 1999, 2003
- Finaliste de la Coupe du monde des clubs  (1) : 1997

Compétitions nationales
- Vainqueur du Champion de Norvège (3) : 1997, 2007, 2008
- Vainqueur de la Coupe de Norvège (1) : 2008
- Vainqueur du Championnat d'Espagne (1) : 2003
- Vainqueur de la Coupe du Roi (1) : 2004
- Vainqueur de la Supercoupe d'Espagne (1) : 2003
- Vainqueur de la Coupe d'Allemagne (1) : 2005
- Deuxième du Championnat d'Allemagne (2) : 2005, 2006

### Palmarès d'entraîneur
Ses résultats à la tête de l'équipe de Suède masculine de handball sont :
- médaille d'argent au Championnat du monde 2021
- 5e place aux Jeux olympiques en 2021
- médaille d'or au Championnat d'Europe 2022
- 4e place au Championnat du monde 2023
- Médaille de bronze au Championnat d'Europe 2024
- 7e place aux Jeux olympiques de 2024